# Boulogne 92
Boulogne 92 - le club d'aviron des Hauts-de-Seine est une section de l'Athletic Club de Boulogne-Billancourt.
Anciennement appelé ACBB Aviron, il change de nom le 15 novembre 2018 pour inaugurer son partenariat avec le département des Hauts-de-Seine (92). Boulogne 92 rejoint ainsi les clubs sportifs :
 club de rugby, Nanterre 92 club de basket, Paris 92 club de handball féminin, BLR 92 club de fleuret (escrime), Metropolitans 92 club de basket.
Dans le top 5 des clubs français depuis 2013, selon le classement performance établi par la FFA, il atteint la première place en 2019, puis à nouveau en 2022. Il est également premier en para-aviron et aviron adapté depuis la création du classement en 2015 (à l’exception de l’année 2017 où il se classe 2e).
Le club est situé depuis 2007 au parc nautique départemental de l'Île-de-Monsieur à Sèvres. Son plan d'eau s'étend sur 5km sur la Seine, entre le pont de Saint-Cloud et le pont du périphérique qui matérialise la limite avec la commune de Paris.
Le club est affilié à la Fédération Française d'Aviron (FFA), la Fédération Française Handisport (FFH) et la Fédération Française du Sport Adapté (FFSA).

## Membres notables
- Laurent Cadot
- Yvan Deslavière (en)
- Vincent Faucheux
- Léo Grandsire
- Aurélie Morizot[11]
- Dorian Mortelette
- Chloé Poumailloux[12]
- Guillaume Raineau
- Frédérique Rol
- Miloš Stanojević
- Stéphane Tardieu
- François Teroin
- Julie Voirin[13]
- Giulio Campina
- Nikola Kolarević
- Awen Thomas